# Thiago Alagoano
Luiz Carlos Marques Lima, mais conhecido como Thiago Alagoano (Delmiro Gouveia, 30 de maio de 1989), é um futebolista brasileiro que atua como meio-campista e ponta direita. Atualmente defende o Treze.

## Carreira

### Início no ASA
Thiago começou a carreira na base do ASA em 2008 e, no ano seguinte, ganhou oportunidade no profissional. Defendeu o clube nas temporadas de 2009 e 2011.

### Coruripe
No Coruripe, foi vice-campeão alagoano de 2015 e naquele ano, disputou 14 jogos e fez dois gols.

### Joinville
Chegou ao Joinville em 2017 com o objetivo de voltar a segundo divisão nacional.

### Brusque
Thiago Alagoano chegou ao Brusque em abril de 2019, para a disputa da Série D. Atuando como ponta e também jogando como armador, liderou o clube do Vale do Itajaí ao seu primeiro título nacional, e a volta do clube a Série C. Já no final da temporada, foi campeão da Copa Santa Catarina, garantindo assim, o pentacampeonato do clube e uma vaga na Copa do Brasil do ano seguinte.
Em 2020 ganhou a camisa 10 do clube. Já no começo da temporada, foi campeão da Recopa Catarinense, um título inédito pro clube, vencendo o Avaí na Ressacada por 2x0. Na Série C, o Brusque fez sua melhor campanha na história e garantiu o acesso a Série B ficando em quarto lugar. Ao final da competição, Thiago Alagoano foi premiado como artilheiro isolado da competição, com 12 gols.
No começo da temporada de 2021, o futebol do meia chamou a atenção do Goiás, que monitorou fazer uma proposta.
Deixou o Brusque no final de 2021 após três temporadas, durante seu período no clube, se tornou o maior artilheiro de sua história e ajudou na conquista do primeiro título nacional, a Série D de 2019.

### Inter de Limeira
Após o fim da Série B de 2021, se transferiu para o Inter de Limeira para a disputa do Paulistão. 

### Criciúma
Em abril de 2022, assina com o Criciúma contrato até o fim da temporada. Seu primeiro gol pelo clube aconteceu na vitória em 3 a 0 contra o CRB pela Série B do Campeonato Brasileiro, em 18 de maio de 2022.

### Retorno ao Brusque
Retorna ao Brusque em 2023, onde disputa 19 jogos entre Recopa Catarinense, Campeonato Catarinense e Copa do Brasil.
Em abril de 2023, finaliza sua segunda passagem pelo clube, onde acumula 50 gols em 144 partidas, sendo o maior artilheiro da história.

### Floresta
Em junho de 2023, acertou com o Floresta-CE.

### Volta Redonda
Thiago inicia a temporada de 2024 atuando pelo Volta Redonda, com vínculo até o final do Campeonato Carioca.

### Treze
Em abril de 2024, acerta com o Treze para a disputa do Campeonato Brasileiro da Série D. Thiago estreou marcando dois gols na vitória do Treze sobre o Santa Cruz-RN por 4 a 3, na estreia da Série D.

## Títulos
ASA
- Campeonato Alagoano: 2009, 2011

Horizonte
- Taça Padre Cícero: 2012

River
- Campeonato Piauiense: 2016

Brusque
- Campeonato Brasileiro de Futebol - Série D: 2019
- Copa Santa Catarina: 2019
- Recopa Catarinense: 2020, 2023

## Títulos Individuais
- Artilheiro do Campeonato Brasileiro de Futebol - Série C: 2020 - 12 gols
- Seleção do Campeonato Catarinense:  2021